# استیو آیزرمن
استیو آیزرمن (انگلیسی: Steve Yzerman؛ زادهٔ ۹ مهٔ ۱۹۶۵) بازیکن هاکی روی یخ اهل کانادا است.
وی همچنین برندهٔ جوایزی همچون تالار افتخارات هاکی و جام استنلی شده‌است.